# Каменный глухарь
Каменный глухарь (лат. Tetrao urogalloides) — птица из отряда курообразных. Обитает в Восточной и Средней Сибири и на Камчатке.

## Внешний вид
Каменный глухарь похож на обыкновенного глухаря, но чуть мельче, более длиннохвостый и окраска темнее. Самца глухаря можно отличить от обыкновенного по характерным (чаще округлым) белым пятнам на хвосте. На рулевых перьях нет пестрин. При токовании у самцов выступает округлая бородка, из-за чего голова кажется круглой. Клюв у данного вида глухаря тёмный, в отличие от обыкновенного. Он отличается от обыкновенного глухаря и тем, что почти не глохнет при токовании, а также песней (кастаньетные щелчки и трели вместо щёлканья и точения) и окраской. Взрослый самец почти целиком иссиня-чёрный, с контрастным узором из белых пятен на крыльях и хвосте. Сами рулевые перья сплошь чёрные, и на их фоне резко выделяются белые вершины верхних кроющих перьев хвоста. Грудной пластрон отливает таким же тёмно-зелёным металлическим блеском, но не столь заметным. Несколько иные и пропорции тела шея и хвост более длинные, а клюв меньших размеров и имеет обычную для тетеревиных птиц чёрную окраску. Из особенностей внутреннего строения наиболее примечательны продольный роговой гребень на нёбе и резко удлинённая трахея. Первая особенность связана с зимним питанием, основу которого составляют концевые побеги лиственницы: при откусывании части такого побега нёбный гребень ломает его пополам, облегчая тем самым его дальнейшее прохождение по пищеводу. Удлинение же трахеи, образующей в области зоба большую петлю, связано с брачными вокализациями. 
Самки каменного глухаря темнее, чем у обыкновенного глухаря и зоб у них тёмный. Они отличаются от самок обыкновенного отсутствием рыжего пластрона на шее и груди, здесь полностью отсутствуют рыжие элементы, данный участок более тёмный из-за сгущения чёрных пестрин. Однако, хотя данное явление редко, но всё же встречается и у самок обыкновенного глухаря.  
На Камчатке у самцов глухарей имеются белые пятна на крыльях, хвост светлее, бородка больше, чем у глухарей, обитающих в Сибири.
Масса самцов от 3,2 до 4,6 кг, у самок 1,7—2,2 кг. Длина самцов 65—90 см, самок 55—65 см. Размах крыльев 80—110 см.

## Ареал
Распространение каменного глухаря в значительной степени совпадает с ареалом лиственничной тайги. И поскольку на север эта тайга заходит довольно далеко, вместе с нею в область лесотундры проникает и глухарь, особенно по долинам крупных рек. Граница его ареала здесь выходит за Полярный круг, достигая по рекам Попигай и Лена 71° с. ш., а по Яне, Индигирке и Колыме — 67—68° с. ш. На восток каменный глухарь распространён до побережий дальневосточных морей, а южная граница проходит близ 50° с. ш., делая глубокий выступ к югу по горам Сихотэ-Алиня до 45° с. ш. Западная граница сложная и извилистая. Большая её часть идёт вдоль 110° в. д. (Байкал, верховья Нижней Тунгуски), но на юге она достигает Восточного Саяна, а на Севере — Норильских озёр.
На Камчатке в условиях полной изоляции от материкового ареала обитает камчатский подвид каменного глухаря, отличающийся от сибирского светло-серым (в противоположность тёмно-серому) фоном окраски спины и крупными белыми пятнами на верхних кроющих перьях крыла и второстепенных маховых.

## Голос
Голос — серия щелчков. В случае тревоги иногда издаёт звуки, похожие на кудахтанье или кукареканье курицы, но менее звонкие.

## Питание
Как и все тетеревиные, питается растительной пищей (ягодами, почками, семенами) и беспозвоночными. Зимой питается преимущественно побегами лиственницы.